# Иммерман, Кира Львовна
Ки́ра Льво́вна И́ммерман (8 мая 1924 года, Москва, СССР — 14 января 2014 года, Москва, Российская Федерация) — российский учёный в области медицины, доктор медицинских наук, профессор, руководитель 5-го клинического отделения Государственного научного центра социальной и судебной психиатрии им. В. П. Сербского.

## Биография
Родилась 8 мая 1924 года в Москве в семье служащих. В 1941 году она во время эвакуации экстерном сдала экзамены за 10 класс и поступила в медицинский институт в г. Пермь, из которого в 1942 году перевелась в Харьковский медицинский институт. В 1943 г., вернувшись в Москву окончила медицинское образование во 2-м Московском медицинском институте. С 1946 по 1949 гг. обучалась в очной аспирантуре при ВНИИ им. В. П. Сербского в Москве.
В  1953 г. Кира Львовна Иммерман успешно защитила кандидатскую диссертацию: «Острые параноидные реакции в судебно-психиатрической практике», в 1969 г.  – докторскую: «Затяжные реактивные психозы в судебно-психиатрической клинике». При активном участии Киры Львовны Иммерман в Институте им. В. П.  Сербского разрабатывалась концепция реактивных состояний в судебно-психиатрической практике, большое внимание уделялось клинико-катамнестическим исследованиям больных с затяжными реактивными состояниями с параноидным синдромом. С 1972 г. она руководила 5-м женским клиническим отделением Института им. В. П. Сербского, ее научная деятельность была связана  с исследованием основных психических расстройств у женщин, изучением специфических клинико-психопатологических, сомато-эндокринных, стрессовых  и социальных факторов. Работы К. Л. Иммерман стали основополагающими в изучении гендерных различий в судебно-психиатрической практике при депрессивных расстройствах, шизофрении, алкоголизме, органических психических расстройствах, эпилепсии, Ею осуществлялась разработка критериев невменяемости у женщин, совершивших противоправные действия, вопросы профилактики правонарушений женщин с психическими расстройствами. В 1983 г. К. Л. Иммерман было присвоено ученое звание профессора, она активно осуществляла подготовку научных и практических кадров, под ее руководством проведены многочисленные диссертационные исследования, ее ученики трудятся в различных регионах РФ и странах СНГ. В последующем К. Л. Иммерман принимала активное участие в разработке методологических подходов к изучению судебно-психиатрической экспертизы в гражданском процессе. Монографии К. Л. Иммерман вошли в историю отечественной психиатрии, «Криминальная агрессия женщин с психическими расстройствами»     женщины» является основополагающей в изучении проблем, связанных с судебно-психиатрической оценкой психических расстройств у женщин, совершивших агрессивные противоправные действия.  Монография «Судебно-психиатрическая экспертиза в гражданском процессе» явилась одной из первых, посвященных актуальным проблемам гражданской экспертизы в современных социально-экономических условиях. Ею написан раздел в БСЭ,  посвященный психогениям.      Профессор К. Л. Иммерман оставила яркий след как клиницист, выдающийся ученый, профессионал высокого уровня, выдающийся ученый, знаток истории психиатрии. Монография «Владимир Петрович Сербский. Уроки будущего» отражает содержание научных исследований этого автора и их влияние на современные научные взгляды в психиатрии.
Кира Львовна скончалась 14 января 2014 года на 90 году жизни, похоронена на Донском кладбище в Москве.

## Награды
- Медаль «За трудовую доблесть», (1961);
- Значок «Отличнику здравоохранения» (СССР), (1969);
- Медаль «Ветеран труда», (1984).
- Почётная грамота Правительства Российской Федерации (29 ноября 1996) — за заслуги в развитии медицинской науки, многолетний добросовестный труд и в связи с 75-летием Государственного научного центра социальной и судебной психиатрии имени В.П.Сербского